# تپه آقا محمد
تپه آقا محمد مربوط به دوره نوسنگی - عصر مس و سنگ - سده‌های میانه دوران‌های تاریخی پس از اسلام است و در شهرستان کرمانشاه، بخش کوزران، دهستان سنجابی، ۱ کیلومتری جنوب غربی روستای میرعزیزی واقع شده و این اثر در تاریخ ۲۶ اسفند ۱۳۸۶ با شمارهٔ ثبت ۲۱۷۹۶ به‌عنوان یکی از آثار ملی ایران به ثبت رسیده است.